# Tomo Mahorič
Tomo Mahorič, slovenski košarkarski trener, * 28. april 1965, Ljubljana. 
Mahorič je kariero začel leta 1995 kot trener  Interier Krško, med letoma 1999 in 2002 je bil trener KK Slovan, obenem pa tudi pomočnik pomočnik Zmaga Sagadina pri Union Olimpiji, po njegovem odhodu pa je med letoma 2002 in 2003 zasedel mesto glavnega trenerja. Leta 2004 vodil poljski klub WKS Slask Wroclaw, leta 2005 je s klubom BC Lietuvos Rytas osvojil pokal ULEB. Leta 2006 se je za krajši čas vrnil k Olimpiji, najprej kot pomočnik Sagadinu, nato kot glavni trener. V nadaljevanju je treniral še ukrajinski KK Kijev, od leta 2011 pa italijanski Triboldi Cremona. 
Večkrat je bil pomočnik trenerja slovenske reprezentance, v letih 1992, 1993, 1997, 2001 in 2009. 